# 葉卡捷琳諾斯拉夫省
葉卡捷琳諾斯拉夫省（羅馬化：Yekaterinoslavskaya guberniya，羅馬化：Katerynoslavska huberniia）是俄羅斯帝國的一個省，範圍大致上包括今烏克蘭東南部的盧甘斯克州、頓涅茨克州、扎波羅熱州和第聶伯羅彼得羅夫斯克州。面積63,393平方公里，1897年人口2,113,674人。首府葉卡捷琳諾斯拉夫。
1803年建省。1925年撤銷。